# Brian Blackwell
 (septembre 2021).
Si vous disposez d'ouvrages ou d'articles de référence ou si vous connaissez des sites web de qualité traitant du thème abordé ici, merci de compléter l'article en donnant les références utiles à sa vérifiabilité et en les liant à la section « Notes et références ».
Brian Blackwell (né en 1986) est un meurtrier anglais qui a tué dans des conditions particulièrement effroyables ses deux parents — tout d’abord son père Sydney 72 ans puis sa mère Jacqueline 62 ans — le dimanche 25 juillet 2004 à leur domicile situé à Melling dans la banlieue nord de Liverpool (Merseyside).

## Biographie

### Enfance
Brian Blackwell possédait de grandes et évidentes capacités intellectuelles à tel point qu’elles lui valurent d’être surnommé « Le Cerveau » par ses propres camarades de classe. Il était la fierté de ses parents qui disaient de lui qu'il était un « jeune loup déterminé », et qu’il serait un jour « [...] pas un médecin, mais un grand chirurgien ou un chercheur respecté qui ferait parler de lui ». Le garçon était d'ailleurs perçu par les habitants de Melling comme l’exemple même du « fils parfait ».
Pourtant derrière son côté policé et irréprochable, le jeune Brian Blackwell s'était forgé tout un univers bâti autour de mensonges et de lubies « homériques et grandioses », faisant croire à sa petite amie qu'il était un champion de tennis qui approchait Roger Federer, qu’il possédait un appartement luxueux, une grosse berline et qu'il roulait sur l'or, et cela grâce à un contrat mirifique de sponsoring de plus de 70 000 livres par an que lui avait consenti le célèbre équipementier américain Nike. Pour étayer ses allégations il se servait de plusieurs cartes de crédit dérobées à ses parents.

### Meurtre et suites
Finalement, il a tué ses parents après que ceux-ci, en consultant internet, se fussent aperçus qu'il voulait s'envoler dès le lendemain matin pour New York avec sa petite amie de dix-huit ans (Amal Saba, étudiante au Liverpool College, fille de médecins jordaniens) qui croyait à tout ce qu'il disait, mais aussi qu'il avait payé les deux billets en première classe en détournant 4 885 Livres. Blessé dans son amour propre et démasqué dans ses mensonges, il s'est alors jeté sur les deux retraités sous le joug de ce que le psychiatre américain Heinz Kohut a désigné pour la première fois en 1968 sous l'appellation de « rage narcissique » (ou « malignant self love ») qui se caractérise par une explosion violente et potentiellement mortifère due à une terrible blessure d'orgueil dite « Vanity Syndrome ». Lors de leur dispute, il massacra ses deux parents à l'aide d'un marteau et d'un long couteau de cuisine. Puis, le lendemain même du double parricide, il se rendait aux premières heures de la matinée à l’aéroport de Manchester, abandonnant ainsi les deux cadavres atrocement mutilés de Sydney et Jackie, pour s'envoler en compagnie d'Amal vers les États-Unis.
Là-bas il a mené la grande vie, dînant chaque soir de homards, de plateaux de fruits de mer et de mets de luxe, le tout  accompagné du meilleur champagne millésimé. Il dépensa en tout plus de 30 000 Livres en séjournant dans la suite présidentielle du Plaza Hotel, l’un des plus prestigieux palaces new-yorkais ainsi que dans d’autres grands hôtels de luxe en Floride et à la Barbade.
Quelques jours après son retour en Angleterre le 12 août 2004, il apprend en se rendant à l’Université de Liverpool qu'il est brillamment reçu à la licence ès sciences avec mention, ce qui lui permettrait d’intégrer l'Université de Médecine de Nottingham dès la rentrée d’octobre, et d’y rejoindre ainsi sa petite amie. Cependant, début septembre, l’automne dans le Merseyside étant toujours caniculaire, l'odeur provoquée par la décomposition des corps de ses parents depuis cinq semaines commençait à se propager autour du domicile des retraités. De plus, leur boîte aux lettres regorgeait de courriers et de prospectus que plus personne n’enlevait, et les fenêtres semblaient infestées à l’intérieur par des milliers de grosses mouches bleues. Tous ces éléments finirent par alerter un voisin. La police appelée et arrivée sur les lieux vingt minutes plus tard, après avoir pénétré dans le Lodge no 11 Sandy Lane à Melling, découvrit alors l'épouvantable massacre.

### Arrestation et procès
Depuis la découverte des corps, les enquêteurs pensaient d'abord à un crime à l'arme à feu, un cambriolage commis par des rôdeurs et qui aurait mal tourné. À ce moment de l’enquête, personne ne soupçonnait le jeune Brian, puisqu'il était aux États-Unis au moment des faits. Le 9 septembre 2004, les conclusions de l’autopsie des cadavres putréfiés mirent en évidence la violence déployée sur le couple. Le père avait eu la boîte crânienne défoncée à l’aide d’un objet contondant, puis le meurtrier  s’était acharné sur lui en lui infligeant plus de trente coups de couteau. Quant à son épouse, son corps portait plus de vingt plaies provoquées par une arme blanche, dont plusieurs avaient été mortelles. De plus, l’analyse des tissus et l’étude des larves prélevées sur les cadavres, permettaient de dater assez précisément les décès qui seraient tous deux intervenus entre le 23 ou le 24 juillet 2004. Or, à ces dates, Brian Blackwell était toujours présent au domicile familial. Dans le même temps, la révélation par l’enquête de l’évidente — et stupéfiante — mythomanie du fils unique, ainsi que des détournements d'argent dont il s’était rendu coupable afin d’épater sa petite amie, finirent par le désigner aux yeux des policiers comme le principal, sinon l’unique suspect.
Blackwell fut finalement arrêté et accusé dans un premier temps de « double assassinat », donc de meurtres avec préméditation. À son procès cette accusation dut être abandonnée après que la défense eut accepté de plaider coupable, à la condition sine qua non que ne soit pas retenue la notion aggravante d'homicide volontaire. En effet les cinq experts psychiatres désignés pour étudier son cas avaient unanimement diagnostiqué que le jeune homme était en proie au moment des faits à une « rage irrépressible » symptomatique d’un important trouble de la personnalité narcissique. Pour l’accusation le risque aurait été trop important de persister dans sa volonté de faire condamner le prévenu pour double assassinat, car c’était offrir ainsi une chance évidente au jeune homme d’échapper à la prison à vie, puisque la pathologie dont il était atteint avait toutes les chances de faire admettre par le tribunal que son discernement était aboli au moment du double crime. Brian Blackwell a finalement été condamné à la prison à vie le 29 juin 2005 par la Cour Royale de Liverpool, mais  assortie d'une peine de sûreté de douze années. Cependant le juge Royce qui dirigeait les débats conclut le procès par ces mots : « Brian Blackwell Jr, vous avez fait preuve d’une insensibilité à couper le souffle… Je ne sais pas comment un fils a pu agir comme vous l’avez fait envers vos parents aimants, mais il est vrai que malheureusement vous n’êtes pas un fils comme les autres ! Vous bénéficiez d’une clémence de ce tribunal, ceci est pour vous une toute dernière chance d’éviter de finir toute votre vie en prison, mais ne vous y méprenez pas : comme beaucoup de gens ici  présents, je ne pense pas que vous serez en état de sortir un jour. »

## Expertise psychiatrique
Après avoir été examiné, des experts médicaux ont diagnostiqué chez Blackwell une pathologie appelée trouble de la personnalité narcissique qui touche 1 % de la population aux États-Unis et en Grande-Bretagne, se caractérisant par un besoin d'être admiré, un état d’esprit qui se complaît dans une vision « grandiose » de lui-même s’accompagnant de sentiments surévalués et confusionnels de sa propre importance mais aussi de sa toute-puissance imaginaire. Le sujet possède également une propension maladive à la manipulation et aux pulsions mythomaniaques. Son besoin d’être admiré est immense. Il se croit infiniment supérieur à ceux qui l'entourent, et reste étranger à tout sentiment d'empathie. Il est généralement hautain et méprisant envers les autres, et conçoit ceux-ci uniquement comme objets destinés à le servir et à atteindre ses desseins extravagants et utopiques. Brian était un jeune homme sérieux, poli et particulièrement brillant que ses professeurs eux-mêmes  décrivaient comme « l'élève exemplaire du Collège ».
Il s’agissait là de la première affaire dans un tribunal anglais qui faisait nommément référence au « trouble de la personnalité narcissique », afin de faire jouer et reconnaître pour ce cas par les jurés la notion d’irresponsabilité. Grâce à cela le fils des Blackwell restait accessible — au cas où il en ferait la demande et si bien entendu celle-ci était jugée recevable par le juge des libertés — à une libération anticipée après une période de sureté de douze ans à condition que les psychiatres le déclarent totalement guéri et que son comportement en prison soit jugé irréprochable afin que sa volonté de rachat et de reconstruction soit un réel gage de possible réinsertion dans la société.
Les psychiatres se déclarent toujours incapables de définir les causes profondes du trouble de la personnalité narcissique, ni même de le guérir définitivement. Ils savent uniquement le diagnostiquer et en évaluer le degré. Depuis le drame de Melling et la condamnation du jeune Brian en Angleterre cette maladie psychiatrique déviante est considérée par la justice comme élément probant à décharge constituant une possibilité de « circonstance atténuante » en matière criminelle mais aussi de possibilité d'abolition du discernement lors du passage à l'acte.

### Émission radiophonique
- « L'affaire Brian Blackwell » le 1er avril 2015 dans L'Heure du crime de Jacques Pradel, sur RTL.